# Chapingo, Villa Comaltitlán
Chapingo är en ort i Mexiko.   Den ligger i kommunen Villa Comaltitlán och delstaten Chiapas, i den sydöstra delen av landet, 800 km sydost om huvudstaden Mexico City. Chapingo ligger 47 meter över havet och antalet invånare är 106.
Terrängen runt Chapingo är platt åt sydväst, men åt nordost är den kuperad. Runt Chapingo är det ganska tätbefolkat, med 80 invånare per kvadratkilometer. Närmaste större samhälle är Huixtla, 18,3 km sydost om Chapingo. Omgivningarna runt Chapingo är en mosaik av jordbruksmark och naturlig växtlighet.